# Agoncillo
Agoncillo (Bayan ng Agoncillo) är en kommun i Filippinerna. Kommunen ligger på ön Luzon, och tillhör provinsen Batangas. Folkmängden uppgår till 38 059 invånare år 2015.

## Källor

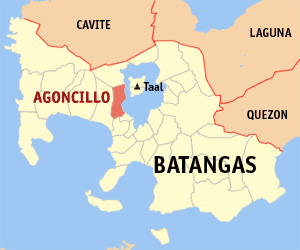

## Barangayer
Agoncillo delas in i 21 barangayer.
| - Adia - Bagong Sikat - Balangon - Banyaga - Bilibinwang - Bangin - Barigon - Coral Na Munti - Guitna - Mabini - Pamiga | - Panhulan - Pansipit - Poblacion - Pook - San Jacinto - San Teodoro - Santa Cruz - Santo Tomas - Subic Ibaba - Subic Ilaya - IL |